# Partia Zieloni
Strana zelených (polsky Partia Zieloni, zkratka PZ) je malá polská parlamentní strana zastávající proekologické a liberální postoje. Strana je vedena Wojciechem Kubalewskim a Małgorzatou Tracz.
Je členem Evropské strany zelených. Na národní úrovni je součástí Občanské koalice.

## Historie
Strana vznikla spojením aktivistů z různých ekologických, feministických a lidskoprávních organizací a organizací hájící práva sexuálních, náboženských a národnostních menšin. Byla založena v září 2003 pod názvem Zieloni 2004. Poprvé se výrazněji angažovala před vstupem Polska do Evropské unie, kdy zastávala proevropské postoje. V roce 2013 se strana přejmenovala na Partia Zieloni.

## Program
Mezi základní programová východiska Partii Zieloni patří:
- ochrana lidských práv
- sociální spravedlnost
- občanská společnost a silná přímá demokracie
- ochrana životního prostředí
- rovnost pohlaví a věku
- důraz na národnostní, kulturní a náboženskou identitu
- mírové řešení konfliktů
- ekologické a sociálně citlivé tržní hospodářství

Podporuje:
- oddělení církve od státu
- právo žen na potrat
- registrované partnerství
- efektivní drogovou politiku (prevenci a osvětu)
- ponechání školství a zdravotní péče v rukou státu
- progresivní zdanění
- je proti znovuzavedení trestu smrti

## Význační členové strany
- Kinga Dunin - spisovatel a feminista
- Radosław Gawlik - ekologický aktivista, někdejší polský ministr životního prostředí
- Aleksandra Kretkowska - tisková mluvčí
- Kazimiera Szczuka - feministka, televizní moderátorka a literární kritička
- Olga Tokarczuk - spisovatelka
- Małgorzata Tracz - poslankyně sejmu